# 鈴木藤三郎

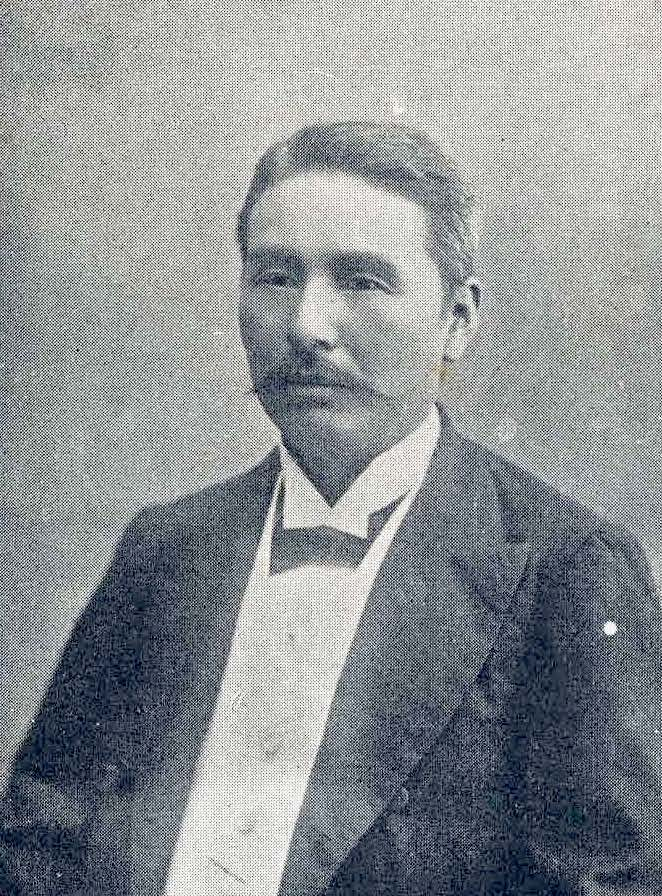
鈴木藤三郎

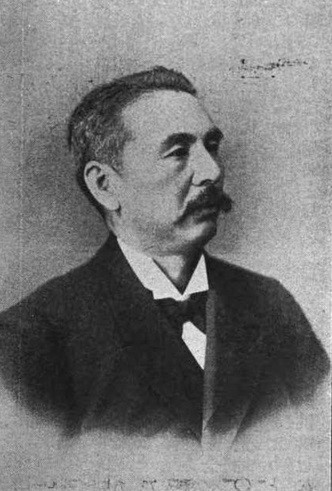
年4回醤油ができる促成響油醸造法を考案したという触れ込みで日本醤油醸造株式会社を設立し、井上馨の後押しもあり、将来有望と兜町を騒がせたが、腐敗醤油の廃棄をきっかけに防腐剤混入が発覚し、株価暴落して2年で破綻した

鈴木 藤三郎（すずき とうざぶろう、1855年12月26日（安政2年11月18日） - 1913年（大正2年）9月4日）は、日本の発明家・実業家・政治家（衆議院議員）。「日本製糖業の父」といわれる。

## 概要
遠江国周智郡森町村（現・静岡県周智郡森町）出身。本姓は太田、幼名は才助。5歳で菓子商・鈴木伊三郎の養子となり、13歳で菓子の行商を手伝い、19歳で家産を譲り受けて戸主となり、その後一攫千金を夢見て売茶業に転ずるが市価下落により菓子商に戻る。22歳で二宮尊徳の教えをもとにする報徳社に帰依。1883年（明治16年）、28歳のとき、当時2社が独占し秘密にされていた氷砂糖の製法を独自に考案して以来、発明多数。機械の豊田佐吉とともに発明王・特許王と呼ばれ、日本の産業革命のリーダーの1人である。鈴木製糖所、日本精製糖株式会社、台湾製糖株式会社（現 大日本明治製糖）を設立。食品工業機械化の先駆者として知られた。福川泉吾と共に周智農林学校（現 静岡県立遠江総合高等学校）を創設した。1903年の第8回衆議院議員総選挙、1904年の第9回衆議院議員総選挙に当選し衆議院議員を務めた。
1907年、日本醤油醸造を設立するが、サッカリンとホルマリンの使用が発覚し問題になって1909年に失脚し、全財産を失う。晩年には釧路で水産工場、東京で澱粉製造所、静岡県佐野で農園を営んだ。1913年、胃癌のため死去。墓所は森町随松寺。農場は不二農園と改称されて岩下清周に引き継がれ、のちに不二聖心女子学院中学校・高等学校などが設置された。